# کلر آسیزی
کلر آسیزی (انگلیسی: Clare of Assisi؛ ۱۶ ژوئیهٔ ۱۱۹۴ – ۱۱ اوت ۱۲۵۳) یک قدیس کلیسای کاتولیک و اهل آسیزی ایتالیا بود.